# Bülbül-Gedenkmuseum

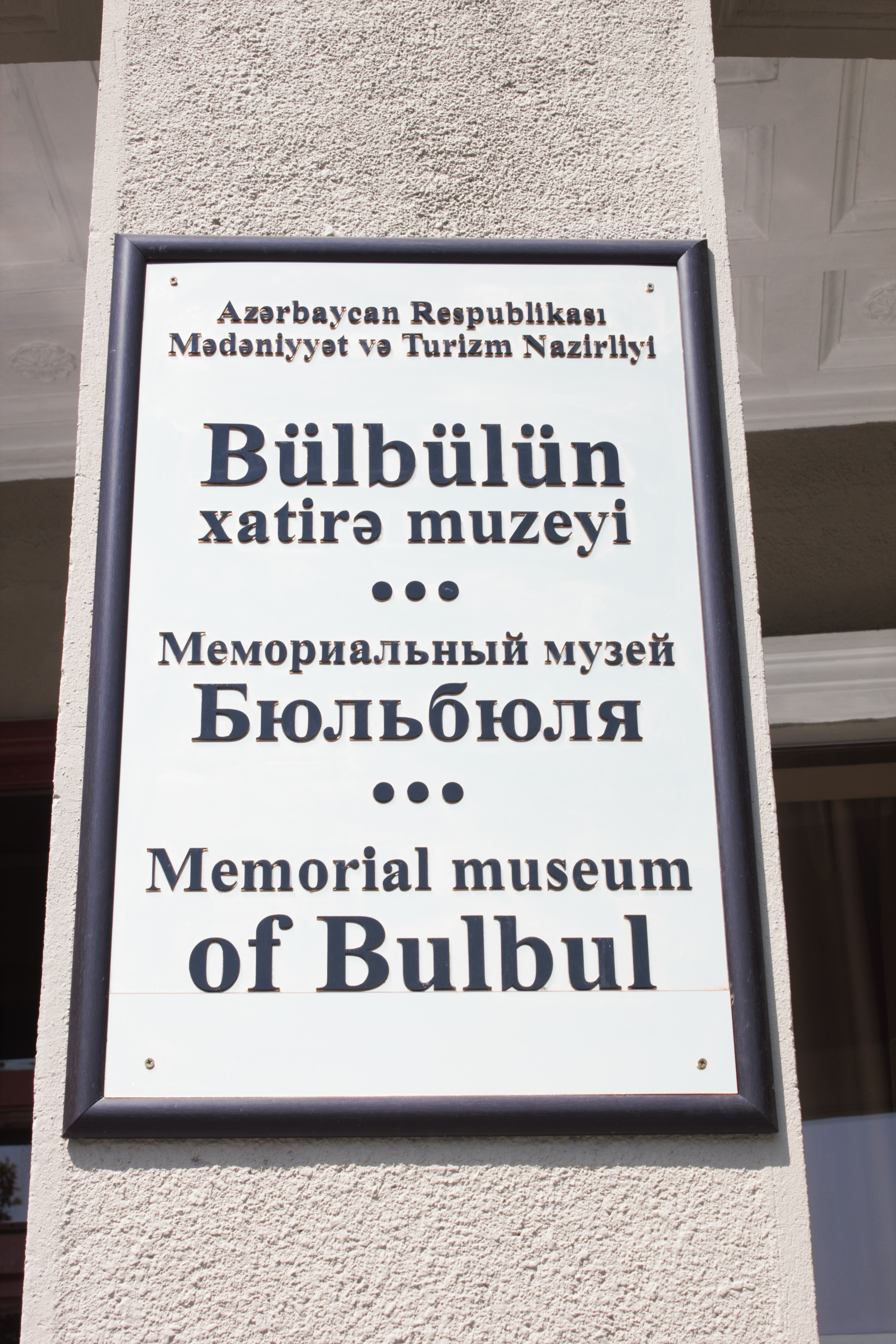

Das Bülbül-Gedenkmuseum (aserbaidschanisch Bülbülün xatirə muzeyi) ist ein dem aserbaidschanische Musiker Murtuza Məmmədov (genannt Bülbül; 1897–1961) gewidmetes Museum in der aserbaidschanischen Hauptstadt Baku. Eine Außenstelle des Museums befindet sich in Şuşa in der Region Bergkarabach. Bülbül war Opernsänger, Volkskünstler der UdSSR und gilt als einer der Begründer des nationalen aserbaidschanischen Musiktheaters.

## Bülbül-Gedenkmuseum in Baku
Das Museum wurde 1976 auf Initiative von Heydər Əliyev, damals Erster Sekretär des Zentralkomitees der Kommunistischen Partei der Aserbaidschanischen SSR, gegründet. Kurze Zeit hatte Bülbüls Witwe A. R. Məmmədova die Leitung inne, dann übernahm der gemeinsame Sohn Çingiz Bülbüloğlu den weiteren Aufbau der Sammlung. Am 10. Juni 1982 öffnete das Museum für Besucher. Das Museum befindet sich in jener Wohnung, welche Bülbül von 1937 bis zu seinem Tod 1961 bewohnte. Zusammen haben die vier Ausstellungsräume eine Fläche von 75 m². Insgesamt beherbergt das Museum etwa 9.000 Dokumente und weitere, mit dem Schaffen des Musikers verbundene Materialien.

## Bülbül-Geburtshaus in Şuşa

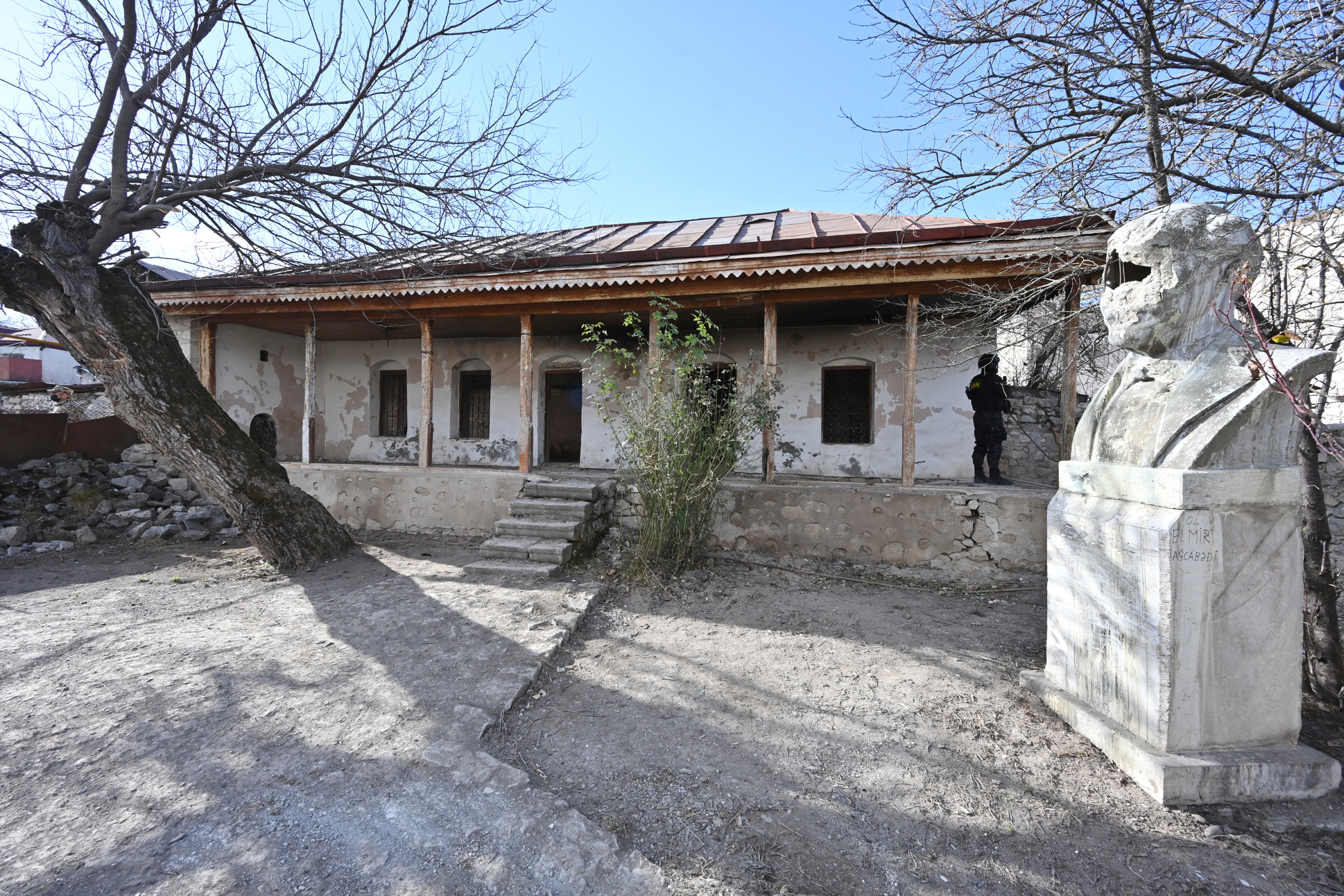
Ruinen des Gedenkmuseums von Bülbül im Januar 2021 (Pressebild des aserbaidschanischen Präsidialamts)

In dem aus zwei Zimmern, einer Veranda und dem kleinen Innenhof bestehenden Haus kam Bülbül im Jahr 1897 zur Welt. Die Einweihung des Gedenkmuseums erfolgte Ende Juli 1983. Darin wurden unter anderem die Zeichnungen von Bülbül aus der Jugendzeit, seine persönlichen Gegenstände, Fotoaufnahmen mit Familienangehörigen, Freunden, Kollegen, seine Manuskripte, Plakate von Opernaufführungen, Schriftstücke, Berichte über seine wissenschaftlichen Forschungen etc. ausgestellt. An der Fassade war ein Bronzeporträt aus Bülbüls Kinderjahren angebracht. Im Innenhof befindet sich eine Büste des Tenors.

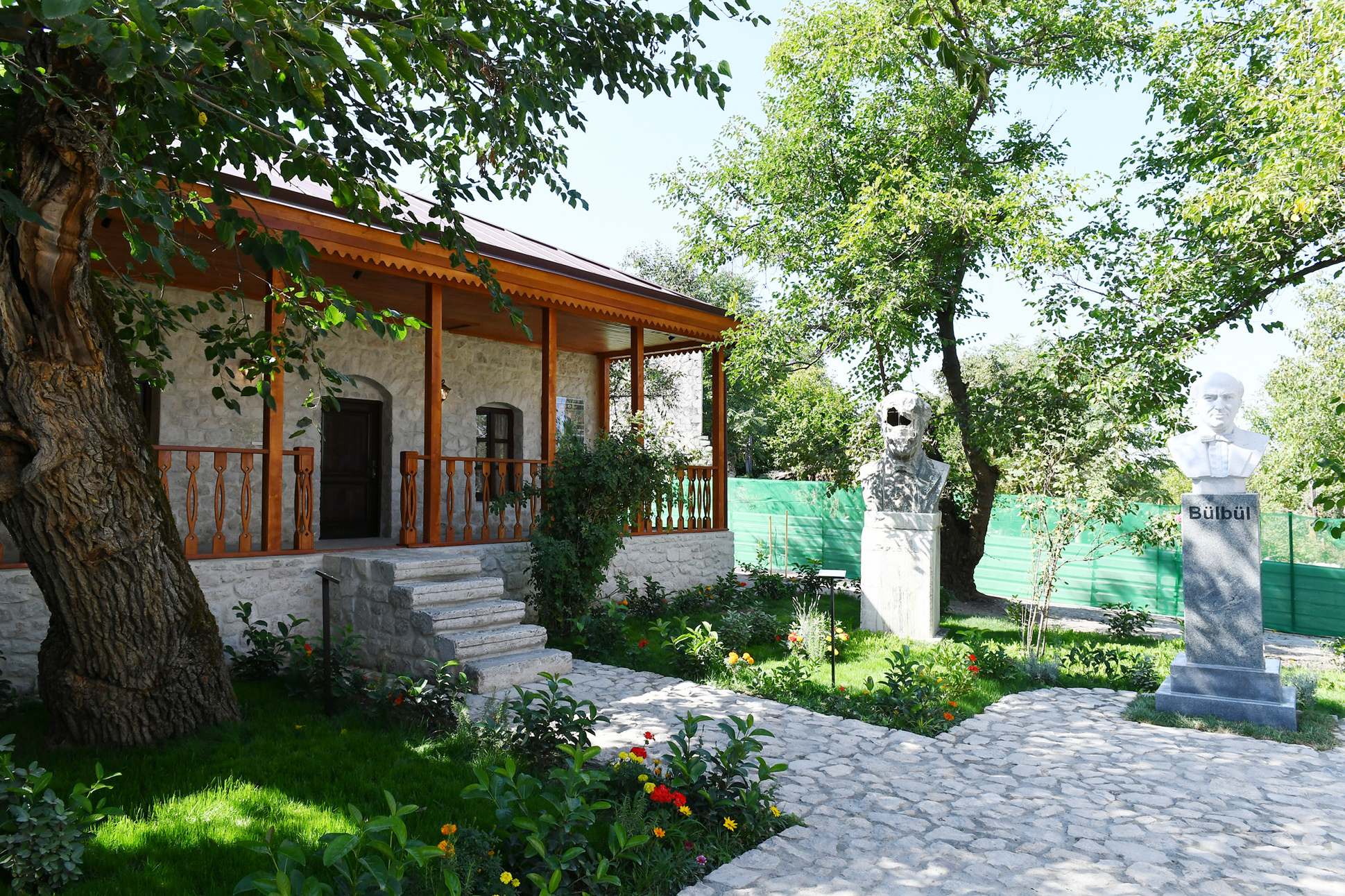
Nach der Restaurierung, August 2021 (Pressebild des aserbaidschanischen Präsidialamts)

Im Zuge des ersten Bergkarabachkriegs wurde die Stadt Şuşa am 8. Mai 1992 von armenischen Truppen eingenommen. Am 8. November 2020 wurde Şuşa von aserbaidschanischen Truppen zurückerobert. Die Anfang 2021 begonnenen Restaurierungsarbeiten am Gedenkmuseum wurden Ende August desselben Jahres abgeschlossen.